# Johann I. (Mecklenburg-Stargard)
Johann I., Herzog zu Mecklenburg-Stargard (* 1326; † zw. 9. August 1392 und 9. Februar 1393) war von 1344 bis 1348 Herr (Fürst), von 1348 bis 1352 Herzog zu Mecklenburg und von 1352 bis 1392 Herzog zu Mecklenburg-Stargard.

## Familie
Er war wahrscheinlich das jüngste Kind aus der zweiten Ehe des Fürsten Heinrich II. von Mecklenburg und Annas von Sachsen-Wittenberg, Tochter Herzogs Albrecht II. von Sachsen-Wittenberg.

## Leben
Johann I. wurde wahrscheinlich 1326 geboren und stand in den ersten Jahren unter Vormundschaft. Nach Eintritt in die Volljährigkeit im Jahr 1344 nahm er an der Regierung teil und begann ein Siegel zu führen. Am 8. Juli 1348 erhielt er von Karl IV.  zusammen mit seinem Bruder Albrecht II. in  Prag die Herzogswürde. Mit seinem Bruder, gleich Karl IV., unterstützte er anfangs den falschen Woldemar, versöhnte sich aber 1350 mit dem Markgrafen Ludwig. Bei einer mecklenburgischen Landesteilung am 25. November 1352 wurden ihm die Länder Stargard, Sternberg und die Eldenburg (Lübz) mit dem Lande Ture zugesprochen.
Er unterstützte seinen Neffen Albrecht III. bei der Durchsetzung seiner Ansprüche als schwedischer König.
Er heiratete dreimal. Seine erste Frau Rixa (unbekannter Herkunft) starb wahrscheinlich bald nach der Hochzeit und die Ehe blieb kinderlos. Seine zweite Frau Anna war eine Tochter des Grafen Adolf VII. von Pinneberg und Schauenburg. Mit ihr hatte er ein Kind, Anna. Sie starb wahrscheinlich im Jahr 1358. Seine dritte Frau Agnes war die Tochter von Ulrich II. von Lindow-Ruppin und Witwe des Herren Nikolaus IV. von Werle. Er heiratete sie wahrscheinlich schon im Jahr 1358 und hatte mit ihr fünf Kinder.

## Nachkommen
- Anna ⚭ 4. April 1363 Wartislaw VI., Herzog von Pommern-Wolgast
- Johann II., Mitregent, dann Herzog zu Mecklenburg-Stargard († zwischen 6. Juli und 9. Oktober 1416), seit 1408 Herr zu Sternberg, Friedland, Fürstenberg und Lychen
- Ulrich I. († 8. April 1417), Mitregent dann Herzog zu Mecklenburg-Stargard (1392–1417), seit 1408 Herr zu Neubrandenburg, Stargard, Strelitz und Wesenberg (mit der Lize)
- Rudolf († nach dem 28. Juli 1415), war zunächst Bischof von Skara und ab 1390 als Rudolf III. Bischof von Schwerin
- Albrecht I. († 1397), Mitregent, 1396 Koadjutor (Assistent des Bischofs von Dorpat)
- Konstanze (um 1373–1408)

## Weblink
- Stammtafel des Hauses Mecklenburg

| Vorgänger    | Amt                                      | Nachfolger            |
| ------------ | ---------------------------------------- | --------------------- |
| Heinrich II. | Herzog zu Mecklenburg-Stargard 1342–1393 | Johann II., Ulrich I. |

| Personendaten    | Personendaten                                          |
| ---------------- | ------------------------------------------------------ |
| NAME             | Johann I.                                              |
| ALTERNATIVNAMEN  | Mecklenburg-Stargard, Johann I. von (Falschschreibung) |
| KURZBESCHREIBUNG | Herzog zu Mecklenburg-Stargard                         |
| GEBURTSDATUM     | 1326                                                   |
| STERBEDATUM      | zwischen 9. August 1392 und 9. Februar 1393            |